# Génétique moléculaire
La génétique moléculaire est une branche de la biologie et de la génétique, qui consiste en l'analyse de la structure et de la fonction des gènes, normaux ou mutants, au niveau moléculaire.
La détermination de la séquence ADN du génome de nombreux organismes vivants (virus, bactéries, plantes, animaux) permet également des études comparatives au niveau moléculaire, par comparaison bio-informatique des séquences.
Dans le contexte de la biologie médicale, elle fait partie de la génétique biologique, et consiste en l'analyse du matériel génétique humain directement au niveau des acides nucléiques à partir de liquides biologiques dans le but de caractériser l'origine génétique d'une maladie.

## Législation
En France, les laboratoires de biologie médicale qui souhaitent réaliser des examens génétiques doivent avoir reçu un agrément.